# Giant Records (Warner)
La Giant Records è stata una etichetta discografica statunitense lanciata nel 1990 come una joint venture tra la Warner Bros. Records ed il produttore esecutivo Irving Azoff. Questo nome viene utilizzato come etichetta di proprietà della Warner Music Sweden, una filiale svedese del Warner Music Group.

## Storia
La Giant Records nacque nel 1990 come etichetta sussidiaria della Warner Music Group. La sua prima uscita, all'inizio del 1991, fu la canzone tributo alla Guerra del Golfo intitolata "Voices That Care", assemblata dal produttore David Foster che vedeva coinvolte numerose star dell'epoca. Nella primavera dello stesso anno pubblicò "Hold You Tight" di Tara Kemp, che divenne un singolo nella Top 5. Nei mesi successivi, la Giant Records pubblicò l'album della colonna sonora del film New Jack City, vendendone 16 milioni di copie in tutto il mondo. L'etichetta ha messo sotto contratto artisti come MC Hammer, Jade, Lord Finesse e la teen pop star Jeremy Jordan. Per la Giant hanno anche firmato artisti affermati come Big Car, Miles Zuniga, Steely Dan, Warren Zevon, Oingo Boingo, Chicago, Deep Purple, Morbid Angel, Brian Wilson e Kenny Rogers. L'etichetta gestiva anche una divisione di musica country a Nashville; il primo a firmare con loro fu Dennis Robbins.
Nel 1993, la Giant entrò in polemica con la Warner Music Group sulla gestione delle vendite a livello internazionale, stipulando un accordo con BMG per la distribuzione al di fuori degli Stati Uniti. Entro la metà e la fine degli anni '90, la società aveva sostituito la maggior parte del suo personale e lanciato un'etichetta sussidiaria chiamato Revolution Records; Brian Wilson firmò con la nuova etichetta nel 1997.
In seguito la compagnia tornò al suo nome originale e distribuì la Paladin Records, che includeva il cantautore Steve Forbert. Nel 2001, Warner Music Group concluse la sua joint venture con la Giant, che fu così assorbita dalla Warner Bros. Records. Da allora, la BMG non ha più ristampato e distribuito gli album precedenti della Giant Records. La distribuzione delle ristampe attuali viene effettuata dalla divisione ristampe della Warner Music, la Rhino Entertainment, in collaborazione con la Warner Records, e molte ristampe includono ancora il logo Giant sulla confezione.
Nel febbraio 2015, la Warner Music Sweden ha annunciato che avrebbe riattivato il nome di Giant; il primo singolo pubblicato sotto la nuova insegna della Giant Records è stato "Waiting for the Sun" di Simon Erics.

## Artisti della Giant Records
- Above the Law
- Ahmad
- Deborah Allen
- Air Supply
- Army of Lovers
- Atomic Opera
- Peter Blakeley
- Bangalore Choir
- Big Car
- Big Head Todd and the Monsters
- Big Mountain
- Tony Banks
- Carlene Carter
- Manu Dibango
- Certain Distant Suns
- Chicago
- Mark Collie
- Color Me Badd
- The Cunninghams
- David and the Giants
- The D.O.C.
- Deep Purple
- Denzil
- Disturbed
- Divine Styler
- Thomas Dolby
- Earth to Andy
- Flame
- Hank Flamingo
- Steve Forbert
- Good2Go
- Keith Harling
- House of Freaks
- Miki Howard
- I5
- Icy Blu
- Jade
- Jeremy Jordan
- Tara Kemp
- Jena Kraus
- Letters to Cleo
- Michelle Lewis
- Lord Finesse
- MC Hammer
- Neal McCoy
- Tim Mensy
- Georgia Middleman
- Morbid Angel
- Joe Nichols
- Daron Norwood
- Oingo Boingo
- Orrall & Wright
- Owsley
- Pirates of the Mississippi
- Prime STH
- The Reese Project
- Pudgee tha Phat Bastard
- Regina Regina
- Boris René
- RTZ
- Dennis Robbins
- Kenny Rogers
- Blake Shelton
- Kenny Wayne Shepherd
- Daryle Singletary
- Skew Siskin
- Roger Springer
- Steely Dan
- Super Deluxe
- Sway & King Tech
- Doug Supernaw
- Tad
- Tony Thompson
- Too Much Joy
- Valentine
- Rhonda Vincent
- Clay Walker
- Chris Ward
- Don Williams
- Geoffrey Williams
- Brian Wilson
- The Wilkinsons
- Zaca Creek
- Warren Zevon